# Pam Bondi
Pamela Jo Bondi (Tampa, 17 november 1965) is een Amerikaans advocate, lobbyiste en politica. Sinds 2025 is de 87e procureur-generaal van de Verenigde Staten (minister van justitie). Als lid van de Republikeinse Partij was ze van 2011 tot 2019 procureur-generaal van de staat Florida. Ze was de eerste vrouw die tot dat ambt werd gekozen.
In 2020 was Bondi een van de advocaten van president Donald Trump tijdens diens eerste afzettingsprocedure. In 2024 leidde ze de juridische tak van het aan Trump gelieerde America First Policy Institute. Op 21 november 2024 maakte de aankomend president Trump bekend dat ze genomineerd zou worden voor de functie van procureur-generaal van de Verenigde Staten (feitelijk de minister van Justitie), nadat de eerdere genomineerde Matt Gaetz zich had teruggetrokken.
In april 2025 beweerde Bondi dat de inbeslagname van fentanyl tijdens de eerste 100 dagen van Trumps mandaat 119 miljoen levens gered heeft. Later in dezelfde week zei ze dat gedurende dezelfde 100 dagen agentschappen van het Department of Justice "3.400 kilo fentanyl in beslag genomen hebben... hetgeen — zijn jullie hier klaar voor, media? — 258 miljoen levens gered heeft". Deze bewerking kreeg veel kritiek, omdat het overeenkomt met 75% van de bevolking van de VS.
Pam Bondi voedde als minister van Justitie de hoop bij Trumps achterban op spectaculaire onthullingen rond pedofiel Jeffrey Epstein, een cruciale complottheorie voor de MAGA-wereld. Maar Pam Bondi verslikte zich en symboliseert intussen de gebroken beloftes van de tweede regering-Trump.